# Symfonie nr. 4 (Ward)
Robert Ward voltooide zijn Symfonie nr. 4 in 1958.
Ward kreeg onder meer les van Bernard Rogers en Howard Hanson, die alhoewel ook enigszins met hun muziek naar de toekomst gericht waren, het toch vooral moesten hebben van melodie. Het is dan ook niet vreemd, dat dit ook gold voor Ward. Ward zat ook in de leer bij Aaron Copland en dat leverde zeer waarschijnlijk een lichte hang naar dansbare muziek op. De muziek leunt tegen lichte muziek, filmmuziek en balletmuziek aan, zonder dat het dat is.
Ward had zelf niet veel te vertellen bij zijn muziek, zijn omschrijving van deze symfonie komt niet verder dan een tiental regels. Hij verwees daarin naar de structuur van de klassieke symfonie met haar sonatevorm, variaties en fuga. Het werk werd geschreven in opdracht van de Musical Arts Society of La Jolla, een vereniging in La Jolla, Californië.
De symfonie heeft een driedelig opzet, waarbij ten opzichte van de klassieke muziek de delen 1 en 2 samengesmolten zijn:
1. Adagio - allegro
2. Grave
3. Vivo

De sonate zit in deel 1, deel 2 bevat een lange melodielijn en in deel 3 zit een fugathema. Ward hield er kennelijk rekening mee dat het werk niet zou worden uitgevoerd door de toporkesten van de Verenigde Staten. Het ontbreekt de symfonie aan technische hoogstandjes en dissonanten. Zij is meer gebouwd rondom klankkleur en harmonische lijnen. Bijna alle muziekinstrumenten komen met kortdurende soli naar voren. Daarnaast ligt het werk qua klank open en doet eerder denken aan kamermuziek.

## Orkestratie
- 2 dwarsfluiten, 2 hobo's 2 klarinetten, 2 fagotten;
- 2 hoorns, 2 trompetten,
- 1 stel pauken, harp
- violen, altviolen, celli, contrabassen

## Discografie
Ward is voornamelijk bekend in de Verenigde Staten, daarbuiten veel minder. Zijn muziek is net zoals die van Hanson erg Amerikaans. Er is van dit werk dan ook slechts een opname beschikbaar. Het is opname van 8 oktober 1987 waarbij ook drie andere werken van de componist werden vastgelegd. Het orkest van dienst was het North Carolina Symphony Orchestra, een relatief onbekend orkest uit Amerika; dirigent was Gerhardt Zimmerman en het platenlabel Albany Records (gespecialiseerd in Amerikaanse muziek), die het album in 1988 uitgaf. Andere werken op de compact disc zijn: Jubilation Overture, zijn saxofoonconcert en Sonic structure.

## Bron
- de compact disc
- E C Schirmer, de uitgeverij voor de orkestratie (eerste uitvoering niet bekend)